# هیدکی ماتسودا
هیدکی ماتسودا (انگلیسی: Hideki Matsuda؛ زادهٔ ۲ سپتامبر ۱۹۸۱) بازیکن فوتبال اهل ژاپن است.